# Song Shenzong
Song Shenzong (chinesisch 宋神宗, Pinyin Sòng Shénzōng; * 25. Mai 1048 in Kaifeng; † 1. April 1085) war der sechste Kaiser der (Nördlichen) Song-Dynastie (chinesisch 北宋, Pinyin Běi Sòng) und regierte von 1067 bis 1085. Sein Tempelname bedeutet „Göttlicher Ahn“.
Geboren unter dem Namen Zhao Zhongzhen als Sohn Kaisers Yinzong änderte er den Vornamen in Zhao Xu bei der Thronbesteigung seines Vaters, der nur kurz regierte. Die Zeit Kaisers Shenzong ist geprägt durch die Einführung der Reformen des Philosophen Wang Anshis (1021–1086) im Jahre 1069, den der Kaiser zu seinem Kanzler erhob. Sie dienten einer gerechteren Verteilung der Steuerlast und Frondienste, die von den Kleinbauern und Handwerkern getragen wurden, und um die Nation aus der Talsohle der Armut und Schwäche herauszuführen. Die Reformen betrafen vor allem die Finanzverwaltung und die Reorganisation der Truppen. Es wurden Gesetze und Bestimmungen zur Landvermessung und Steuergleichstellung, zur Preiskontrolle, zur Befreiung vom Arbeitsdienst, zu einem Vorerntedarlehen und zum Bau von Bewässerungsanlagen erlassen. Die Reformen wurden am Ende der Regierungszeit Shenzongs allerdings wieder aufgehoben; durchgesetzt wurden nun die Gesetze des neuen Kanzlers Sima Guang (1019–1086), eines Gegners von Wang Anshi. Der Sohn und Nachfolger Song Shenzongs, Zhezong, führte die Reformen 1093 kurzfristig wieder ein, sie erzielten aber langfristig kaum noch Wirkung. Das letztliche Scheitern der Reformen führte zur Verschärfung der Klassenwidersprüche. Neue Bauernaufstände unter Führung von Song Jiang in Shandong und Fang La in Zhejiang waren die Folge.
Außenpolitisch versuchte Shenzong seine Dynastie von der Bedrohung durch das Tangut-Reich zu befreien. Er marschierte in das Land ein und vertrieb die Xixia-Streitkräfte aus Qingzhou (heute Gansu). Nach anfänglichen Erfolgen wurden Shenzongs Armeen in der Schlacht um die Stadt Yongle 1082 besiegt. Das Reich der Xixia wurde dadurch zunehmend stärker und war der sprichwörtliche Dorn im Fleisch der Song-Dynastie für die folgende Zeit.
Kaiser Shenzong war ein Freund ausgesuchter Malerei. Der aus Fengyang (Provinz Anhui) stammende Maler und Zeichner Cuī Bái (chinesisch 崔白, Pinyin Cuī Bó, W.-G. Ts’ui Po) war als genial bekannt und suchte am Hofe in Kaifeng Aufträge. Shenzong verpflichtete ihn nach seinem Regierungsantritt für ihn zu malen. Nur eine Malerei des Cui Bo ist bis heute erhalten, „Hase und zwei Elstern“, auch als „Die zwei Elstern“ oder „Die zwei Glückseligkeiten“ bekannt.
Im Jahre 1080 benannte Kaiser Shenzong den im Jahre 916 (Zeit der Späten Liang-Dynastie, nach anderen Angaben bereits 907 (Tangzeit)) unter dem Namen Bu-ken-qu-Guanyin-Yuan (chinesisch 不肯去观音院) errichteten Tempel auf der Insel Putuoshan (Provinz Zhejiang) in Bao-tuo-Guanyin-Si (chinesisch 宝陀观音寺) um und schenkte der Tempelorganisation Land, was der positiven Entwicklung der Tempelanlage diente.